# جان کلیتون (زاده ۱۹۰۷)
جان کلیتون (انگلیسی: John Clayton؛ 23 April 1907 – ) بازیکن فوتبال اهل پادشاهی متحد بریتانیای کبیر و ایرلند بود.
از باشگاه‌هایی که در آن بازی کرده‌است می‌توان به باشگاه فوتبال چسترفیلد اشاره کرد.